# 웅동동
웅동동(熊東洞)은 대한민국 경상남도 창원시 진해구의 동부에 위치한 2개 행정동(웅동1동, 웅동2동)의 통칭이다. 부산광역시 강서구 녹산동과 만난다.

## 개요
원래 웅천현의 동쪽에 위치하여 웅동(熊東)으로 명명했다. 전통적인 농어촌 지역이었으나, 대규모 국책사업인 부산신항 건설과 이에 따른 육상화물 수송을 위한 도로개설 공사가 4개 구간에서 동시에 진행 중인 지역으로 급격한 도시화가 이루어졌다.
이곳은 '부산·진해 경제자유구역'의 중심부로, 신항만 개발과 배후 주거단지가 조성되면서 거주 및 유동인구가 급증하고, 기존 농업·어업과 상업이 공존하는 신흥상가가 형성되었다. 1983년 2월 15일에 창원군에서 진해시로 편입되었고, 편입 4일 뒤인 2월 19일 웅동면이 진해시 웅동1동·2동으로 분동되었으며, 2010년 7월 1일 통합 창원시 출범으로 진해시가 진해구로 개편되어 창원시 진해구 웅동1동·2동으로 변경되었다.
이 지역(특히, 웅동2동)은 정서적으로나 생활권에 있어서 부산광역시 강서구와 가깝기 때문에, 2010년 통합창원시 출범 당시에 주민들이 부산 편입을 주장하였다. 실제로 청안동과 용원동 일대로는 부산 시내버스 및 마을버스가 운행 중이며, 태영버스가 한동안 두동에 영업소를 두고 용원네거리 및 청안동으로 공차회송해서 녹산 및 하단방면 시내버스를 운행했다. 2023년 7월 29일 화전동공영차고지가 신설된 후에는 태영버스가 두동에 있었던 영업소를 폐쇄하고 화전동에서 용원네거리 혹은 청안동에 들어갔다가 나오는 방식으로 운행하고 있다.

## 법정동
웅동1동
- 남양동(南陽洞)
- 마천동(馬川洞)
- 소사동(所沙洞)
- 대장동(大壯洞)
- 두동(頭洞)

웅동2동
- 용원동(龍院洞)
- 청안동(晴安洞)
- 가주동(佳主洞)
- 안골동(安骨洞)

## 교육
- 진해신항초등학교 (용원동)
- 진해신항중학교(용원동)
- 웅동초등학교 (마천동)
- 웅동중학교 (두동)
- 안골포초등학교 (청안동)
- 안골포중학교 (청안동)
- 안청초등학교 (안골동)
- 용원초등학교 (용원동)
- 용원중학교 (용원동)
- 진해용원고등학교 (용원동)

## 주거
| 단지명                        | 건설사           | 시행사               | 주소                    | 주소   | 입주        | 비고               |
| ----------------------------- | ---------------- | -------------------- | ----------------------- | ------ | ----------- | ------------------ |
| 창원마린 푸르지오 2차         | 대우건설         | ㈜썬스타             | 진해구 안골로298번길 25 | 안골동 | 2016년 10월 |                    |
| 녹산 코아루                   | 새롬성원㈜       | 한국토지신탁         | 진해구 안골로 339       | 용원동 | 2005년 9월  |                    |
| 녹산 일신 님(林)              | 일신건설산업㈜   | 일신건설산업㈜       | 진해구 안골로 359       | 용원동 | 2005년 8월  |                    |
| 녹산 현대                     | 현대건설         | 현대건설             | 진해구 안청북로 42      | 용원동 | 1998년 12월 |                    |
| 녹산 풍림                     | 풍림산업         | 풍림산업             | 진해구 안청북로 39      | 청안동 | 1999년 6월  |                    |
| 해인로즈빌                    | ㈜서광           | ㈜해인건설           | 진해구 안청로 126       | 청안동 | 2002년 4월  |                    |
| 녹산부영 1차                  | ㈜부영           | ㈜부영               | 진해구 안청남로 13      | 청안동 | 2002년 2월  |                    |
| 녹산부영 2차                  | ㈜부영           | ㈜부영               | 진해구 안청북로 12      | 청안동 | 2002년 5월  |                    |
| 녹산부영 3차                  | ㈜부영           | ㈜부영               | 진해구 안청북로 15      | 청안동 | 2003년 2월  |                    |
| 부산신항 사랑으로 부영 3단지  | ㈜동광주택산업   | ㈜동광주택산업       | 진해구 신항동로 225     | 용원동 | 2018년 4월  |                    |
| 부산신항 사랑으로 부영 4단지  | ㈜동광주택산업   | ㈜동광주택산업       | 진해구 신항동로 265     | 용원동 | 2018년 4월  |                    |
| 부산신항 사랑으로 부영 2단지  | 부영주택㈜       | 부영주택㈜           | 진해구 신항동로 226     | 용원동 | 2018년 4월  |                    |
| 부산신항 사랑으로 부영 5단지  | 부영주택㈜       | 부영주택㈜           | 진해구 신항5로 43       | 용원동 | 2019년 2월  |                    |
| 부산신항 사랑으로 부영 6단지  | 부영주택㈜       | 부영주택㈜           | 진해구 신항5로 56       | 용원동 | 2019년 2월  |                    |
| 부산신항 사랑으로 부영 8단지  | 부영주택㈜       | ㈜영성산업개발       | 진해구 신항동로 136     | 용원동 | 2017년 8월  |                    |
| 부산신항 사랑으로 부영 13단지 | 부영주택㈜       | 부영주택㈜           | 진해구 신항4로 75       | 용원동 | 2017년 8월  |                    |
| 부산신항 마린애시앙 부영      | 부영주택㈜       | 부영주택㈜           | 진해구 신항5로 42       | 용원동 | 2023년 6월  |                    |
| 신항만 경남아너스빌           | 경남기업         | 경남기업             | 진해구 마천로 50        | 마천동 | 2008년 8월  |                    |
| 남명 플럼빌리지               | ㈜남명산업개발   | ㈜남명산업개발       | 진해구 웅동로 70        | 마천동 | 2004년 3월  | 옛 웅동중학교 부지 |
| 청안해오름                    | 청안건설㈜       | 청안건설㈜           | 진해구 웅동로 150       | 두동   | 2004년 3월  |                    |
| 남양 STX KHAN                 | ㈜에스티엑스건설 | 에스티엑스조선해양㈜ | 진해구 월남로 142       | 남양동 | 2009년 2월  |                    |

## 교통
- 창원시내버스
- 부산시내버스
- 부산 강서구 마을버스
- 동아여객 (시외버스 노선)